# David Koning (1820-1876)
David Koning (Rotterdam, 19 maart 1820 – Amsterdam, 6 november 1876) was een Nederlands pianist en componist.

## Biografie
Koning was zoon van koopman Nicolaas Koning (Davidszoon) en Antonia Tupper. Hij huwde zelf met Gerardhina Maria Heijdeman. Zoon David Koning (1853-1921) werd eveneens pianist en componist. Dochter Gerardina Koning was ook pianist (soleerde onder meer in 1880 in een concert met de Goudsche Orkestvereeniging) en schreef Dass du mich liebst, das wusst’ ich voor zangstem en piano.
Hij kreeg zijn muziekopleiding, nadat hij eerst aan een opleiding van de handel was begonnen. Hij studeerde Duits en muziek in Frankfurt am Main vanaf 1834 bij Aloys Schmitt en keerde later terug naar Nederland om zijn studie aldaar voort te zetten. Ondertussen had hij reizen ondernomen naar het buitenland. Uit die periode dateert ook zijn eerste composities. Hij was voorts directeur bij het theater Felix Meritis. Voor een van zijn ouvertures ontving hij een prijs van de Maatschappij tot Bevordering der Toonkunst. Naast componeren hield hij zich bezig als pianist en muziekonderwijzer.

## Werklijst

### Muziektheater
- Het visschersmeisje, zangspel, bekroond door de MtBdT

### Orkest
- Concertouverture (opus 7, circa 1837)

### Koor
- Dominum salvum fac regem (opus 1)
- Twaalf koraalzangen op tekst van Jan Pieter Heije (opus 8)
- Hymne op tekst van Jan Pieter Heije (opus 13) voor koor, solisten en piano
- Hymne voor vier vrouwenstemmen
- Aurora voor vier mannenstemmen

### Liederen
- Son ombre, voor bas
- Six melodies pour chant avec piano
- Wensch (in Nederlands en Duits)
- Zuleika
- L’existence de dieu naar Rousseau
- Huwelijksfeestvoering (voor mezzosopraan, contra-alt, bariton en bas met pianobegeleiding)
- Zes liederen in Weygands Lieder-Kreis (opus 41)
- Ave Maria
- Wiegenlied der Mutter Gottes

### Piano
- Etude (opus 4)
- Sept etudes de piano
- Elegie op den dood van een kunstenaar (opus 22)

Hij schreef tevens een Beknopte handleiding tot de kennis van de leerstellingen der toonkunst (P.N. van Kampen, Amsterdam, 1853). Voorts schreef hij artikelen voor muziekblad Caecilia en was secretaris en directeur van Maatschappij Caecilia.
David Koning was dusdanig bevriend met Eduard Douwes Dekker, dat hij deze in 1865-1866 enige tijd bij hem liet logeren, toen Dekker krap bij kas zat. Dekkers nichtje Sietske Abrahamsz was huisonderwijzeres/gouvernante bij de familie Koning en indirect derhalve ook enige tijd van Multatuli. Hij ondernam een tocht naar Engeland met Christiaan van Lennep, zoon van Jacob van Lennep; Koning gaf Christiaan ook zangles, hetgeen door gebrek aan zangstem geen resultaat kreeg.
Hij was lid van de Academie Sancta Caecilia in Rome en lid van verdienste van de Maatschappij ter Bevordering der Toonkunst.
- Gemeinsame Normdatei: 103254242X
- International Standard Name Identifier: 0000 0003 9543 0566
- Nationale Bibliotheek van Israël: 987007309846405171
- Nederlandse Thesaurus van Auteursnamen: 070622841
- Istituto Centrale per il Catalogo Unico: MUSV074450
- Virtual International Authority File: 75615825